# 局長 (ナチ党)

全国指導部本部局長・上級局長の車両用ペナント（1938年）

局長（きょくちょう、独: Amtsleiter、アムツライター）または室長は、1932年から1938年まで存在した国民社会主義ドイツ労働者党（ナチ党）の称号および階級である。

## 概要

全国指導部最高局長の襟章（1936年～1938年）

局長（Amtsleiter）の称号は党の各主要事務所の責任者として1932年に発足し、後に各政治指導部の高位の階級としても採用され、多岐に渡る職務を網羅していた。政治指導部における局長の称号は、1938年以後、各政治指導部の役職を示す称号として採用された。

### 1933-1938
（画像の襟章は1936年制定版）
| 指導部                       | 階級            | 訳       | 襟章 |
| ---------------------------- | --------------- | -------- | ---- |
| 全国指導部 （Reichsleitung） | Hauptamtsleiter | 最高局長 |      |
| 全国指導部 （Reichsleitung） | Amtsleiter      | 局長     |      |
| 大管区指導部 （Gauleitung）  | Hauptamtsleiter | 本局長   |      |
| 大管区指導部 （Gauleitung）  | Amtsleiter      | 局長     |      |
| 管区指導部 （Kreisleitung）  | Hauptamtsleiter | 本局長   |      |
| 管区指導部 （Kreisleitung）  | Amtsleiter      | 局長     |      |
| 地区指導部 （Ortsgruppen）   | Amtsleiter      | 室長     |      |

### 1939-1945
（階級は腕章で示した）
| 指導部                       | 階級                    | 訳                 | 襟章 |
| ---------------------------- | ----------------------- | ------------------ | ---- |
| 全国指導部 （Reichsleitung） | Reichs Obersten Amtes   | 全国党最高指導局長 |      |
| 全国指導部 （Reichsleitung） | Leiter eines Hauptamtes | 最高局長           |      |
| 全国指導部 （Reichsleitung） | Leiter eines Amtes      | 局長               |      |
| 大管区指導部 （Gauleitung）  | Leiter eines Hauptamtes | 本局長             |      |
| 大管区指導部 （Gauleitung）  | Leiter eines Amtes      | 局長               |      |
| 管区指導部 （Kreisleitung）  | Leiter eines Hauptamtes | 本局長             |      |
| 管区指導部 （Kreisleitung）  | Leiter eines Amtes      | 局長               |      |
| 地区指導部 （Ortsgruppen）   | Leiter eines Amtes      | 室長               |      |

## 全国指導部における局長
国家社会主義労働者協会（Nationalsozialistischen Arbeitervereins e.V.）といった党理事会など、当時のナチ党の主要機関は全国指導部の最高局長（Hauptamtsleiter）及び局長（Amtsleiter）が責任者となっていた。その為、大管区指導部の局長（Gauamtsleiter）と全国指導部の局長（Reichsamtsleiter）とは区別されていた。

## 各局長一覧
アドルフ・ヒトラーが直接任命した各局長は以下の通りである。
- 　全国組織局長（Reichsorganisationsamt） ― 1932年12月14日：ロベルト・ライ
- 　全国農業政策局長（Reichsamt für Agrarpolitik） ― 1932年12月14日：リヒャルト・ヴァルター・ダレ
- 　党中央政治委員会事務局長（Politischen Zentralkommission der NSDAP） ― 1932年12月15日：ルドルフ・ヘス
- 　総統官房第Ⅰ本局長（Hauptamt I der Kanzlei des Führers） ― 1934年：アルベルト・ボルマン（党官房長マルティン・ボルマンの弟）
- 　党の精神的訓練と教育監督のための指導委員会事務局長（Amtsleiter des Amtes Wissenschaft des Beauftragten des Führers für die Überwachung der geistigen Schulung und Erziehung der NSDAP） ― 1934年：アルフレート・ボイムラー

## ギャラリー

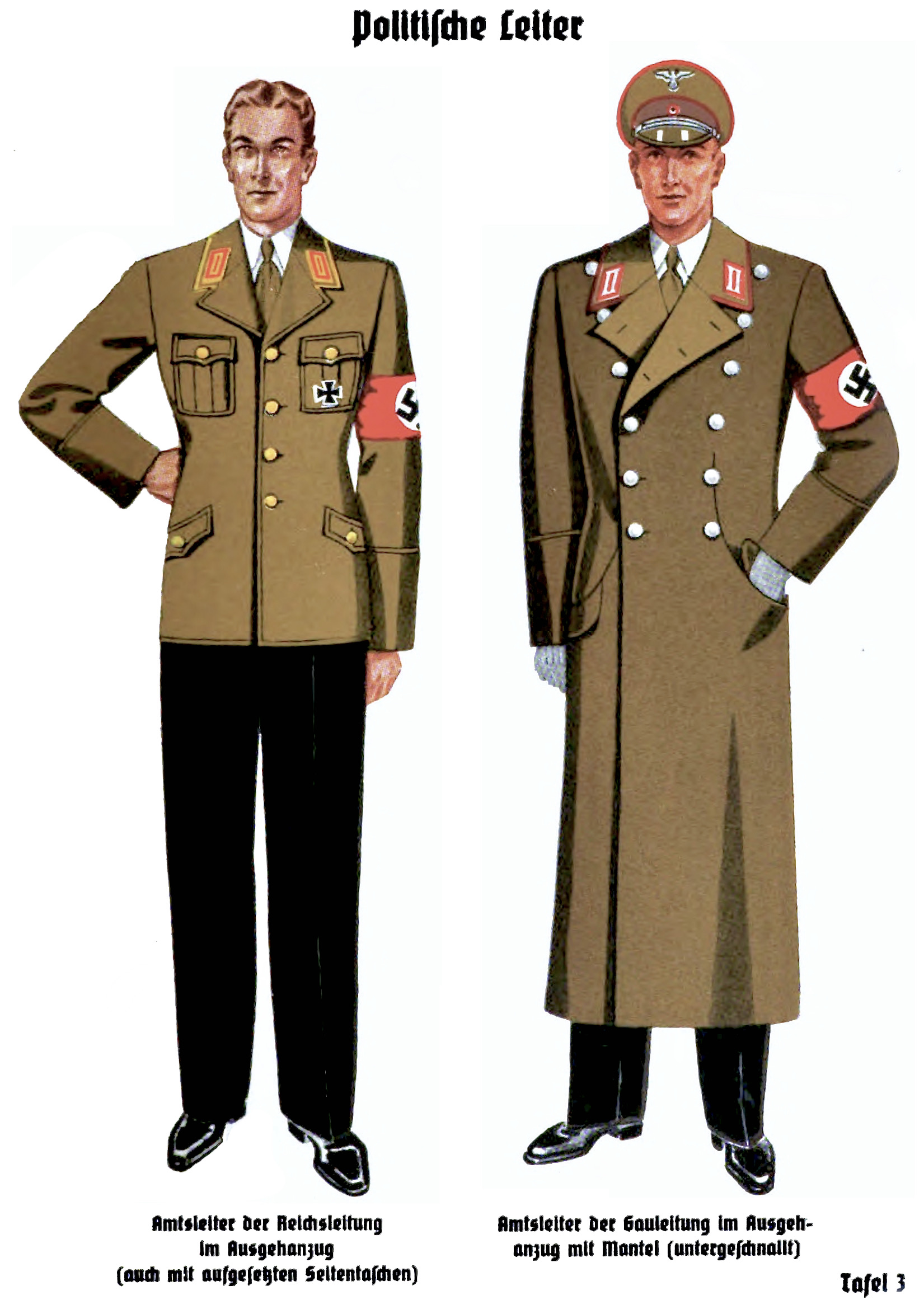
1938年の全国指導部局長の外出着（左）と大管区指導部局長の外套（右）
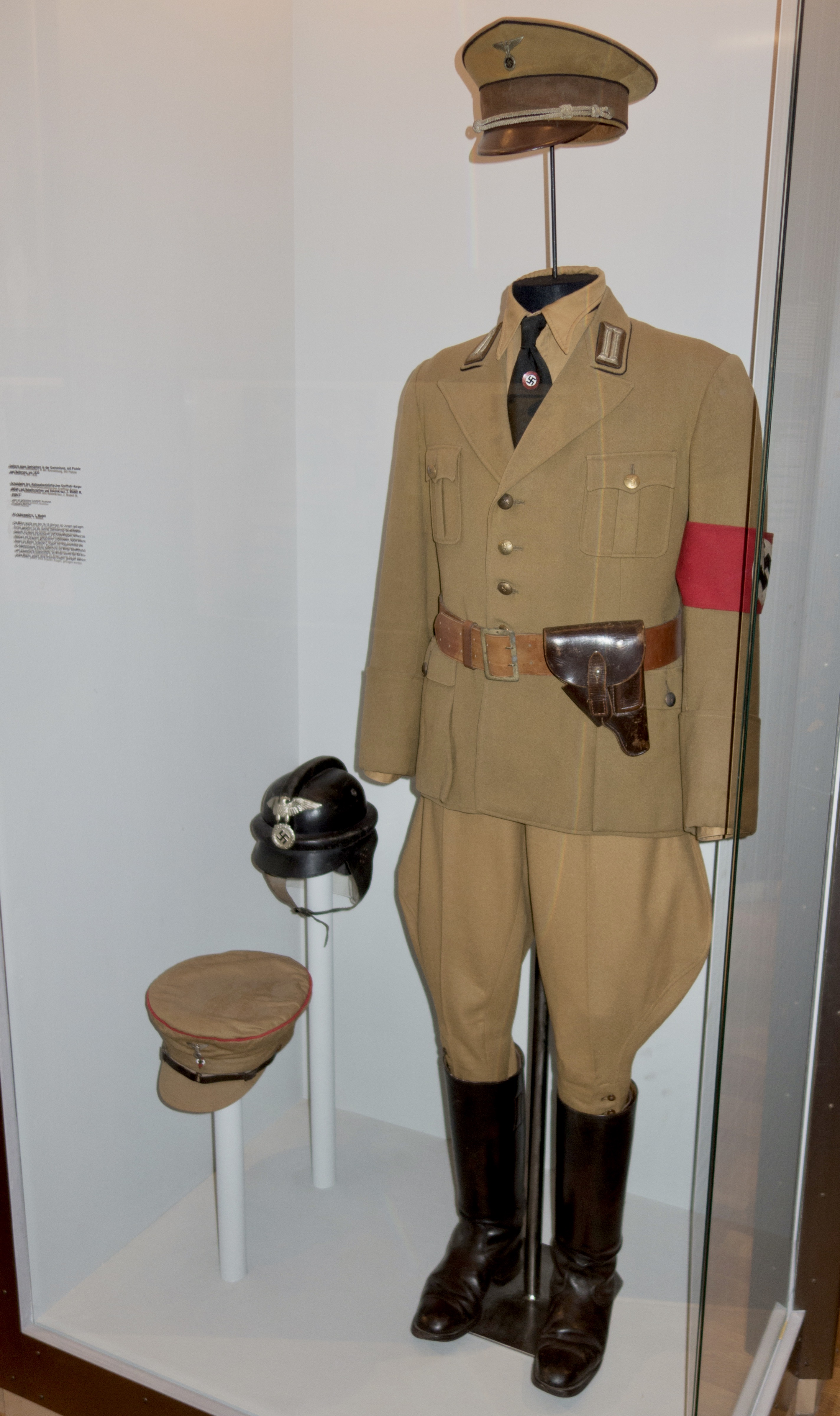
管区指導部局長の制服（1939年以前）
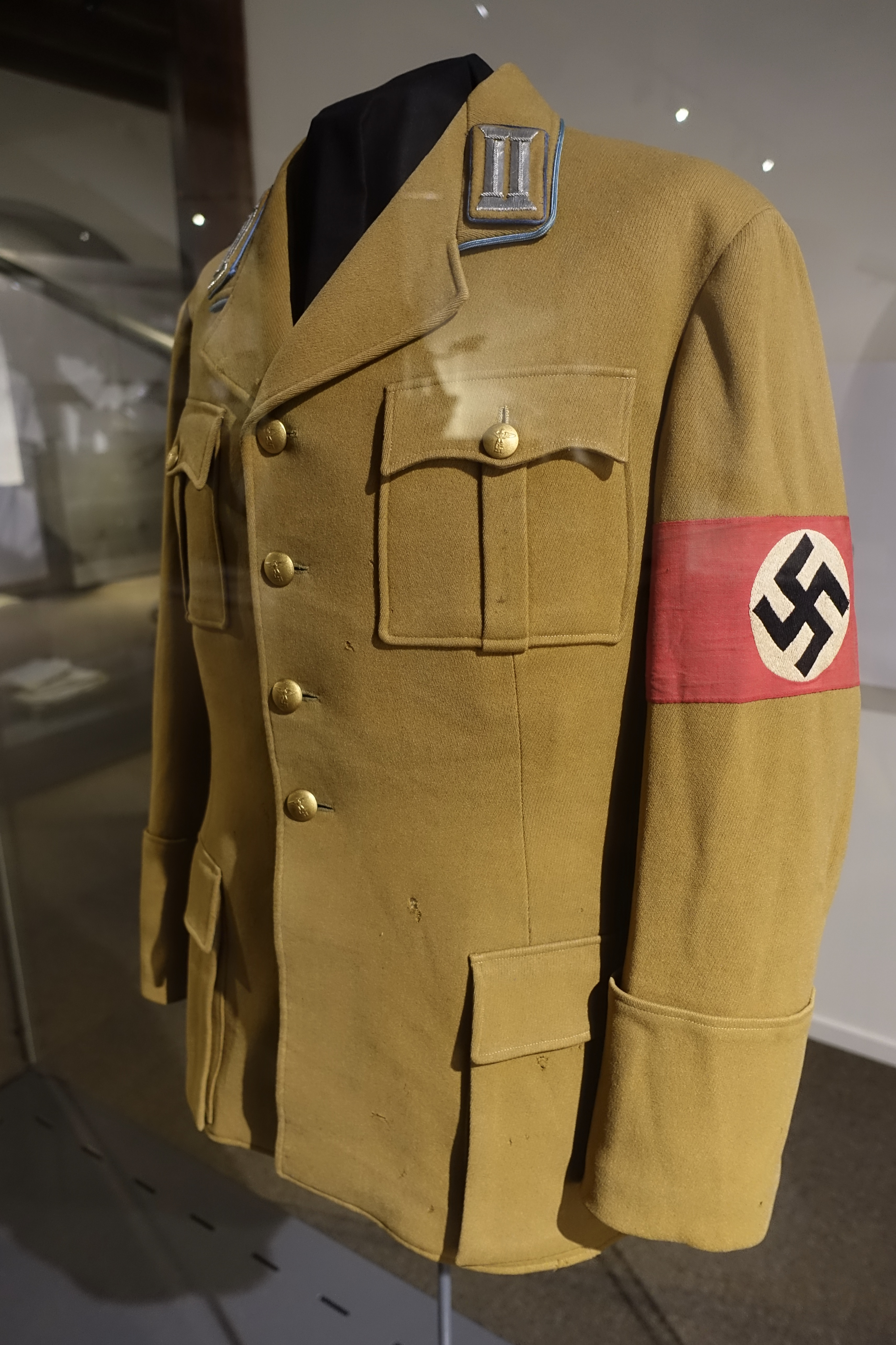
地区指導部室長の制服（1939年以前）